# Tierra Nueva 1.ª Sección (Las Palmas)
Tierra Nueva 1.ª Sección (Las Palmas) es una localidad del municipio de Huimanguillo ubicado en la subregión de la Chontalpa del estado mexicano de Tabasco.

## Geografía
La localidad de Tierra Nueva 1.ª Sección (Las Palmas) se sitúa en las coordenadas geográficas 17°48′31″N 93°27′25″O / 17.808611, -93.456944, a una elevación de 20 metros sobre el nivel del mar.

## Demografía
Según el Conteo de Población y Vivienda 2020, efectuado por el Instituto Nacional de Estadística y Geografía, la localidad de Tierra Nueva 1.ª Sección (Las Palmas) tiene 710 habitantes, de los cuales 353 son del sexo masculino y 357 del sexo femenino. Su tasa de fecundidad es de 2.72 hijos por mujer y tiene 181 viviendas particulares habitadas.
| Gráfica de evolución demográfica de Tierra Nueva 1.ª Sección (Las Palmas) entre 2000 y 2020 |
|                                                                                             |
| INEGI.                                                                                      |